# بام سبز

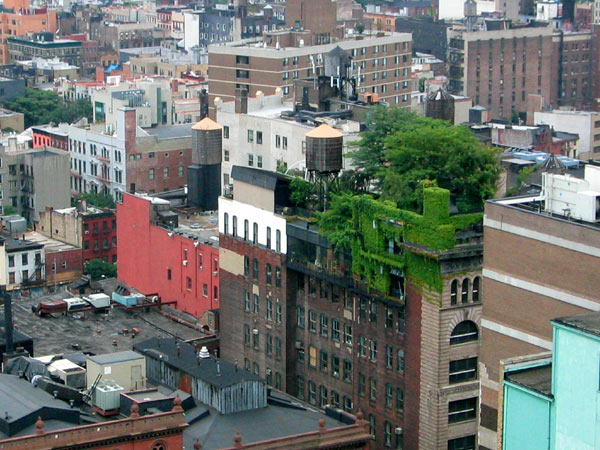
یک ساختمان در منهتن با پشت بام سبز گسترده

بام سبز یا گرین روف (به انگلیسی: Green roof) بامی است که بر روی سطح آن گیاهان رشد می‌کنند. تنوع گیاهی چنان ساختاری می‌تواند از بام پوشیده از چمن مصنوعی تا باغ بامی باشد که با گیاهان مورد استفاده در طراحی منظر پوشیده شده‌است.
بام سبز می‌تواند از یک یا چند گلدان در پشت بام آغاز شود و تا تجهیزات پیشرفته روی پشت بام برای آسایش بیشتر تبدیل شود. بام سبز اغلب در کشورهای اروپایی و آمریکایی به صورت گسترده اجرا می‌شود و در کشور ایران به صورت متمرکز انجام می‌شود.
سبزپوش کردن بام نیازمند گیاهانی است که به دقت انتخاب شده‌اند تا در برابر محیط خشن و بی‌روح محیط پشت بام در شرایط کم بی‌آبی عوامل اقلیمی یخ‌زدگی نسیم دریا و خشکی و غیره مقاومت کند. نوع گیاهان انتخابی، بستگی به نوع آب و هوا و شرایط اقلیمی مختلف متفاوت است. بام سبز یا باغ پشت بام اوج تلفیق اجرا با محیط است. جزئیات اجرایی چنین بامی تفاوت چندانی با بام‌های معمولی ندارد و شامل عایق رطوبتی حرارتی، پوشش ضدآب ماسه و درزپوش می‌باشند و در کنار آن شامل مصالح و عناصری هستند که بتوانند عمل نگهداری زهکشی رطوبت و اسباب نگهداری گیاهان (مطابق استاندارد) را در ساختمان‌سازی فراهم آورند. لفظ بام سبز همچنین می‌تواند برای بام‌هایی که مفاهیم سبز را مدنظر قرار می‌دهند، نظیر پانل‌های خورشیدی یا صفحه‌های فتوولتائیک به‌کار رود.

## بام سبز
بام سبز به فضای سبز روی پشت بام گفته می‌شود که در سطحی بالاتر از زمین و اغلب روی پشت بام منازل انجام می‌شود. بام سبز دارای مزایا و معایبی است که در کل باعث آسایش و آرامش ساکنین ساختمان می‌گردد. طراحی بام سبز بیشتر در تهران و شهرهای بزرگ که صرفه اقتصادی دارد انجام می‌شود. این کار سبب افزایش فضای سبز شهری و زیبایی مناظر می‌شود.

## تاریخچه کاربرد بام سبز
مشخص نیست که ایده اصلی چنین طرحی منسوب به چه کسی است و به کدامین دوره بازمی‌گردد. شاید این ایده از توصیف باغ‌های معلق بابل سرچشمه گرفته شده باشد یا باغ‌هایی که در هوا معلق نبوده بلکه در واقع روی بام‌ها و مهتابی‌های چند ساختمان قرار داشتند.

برج بابل

بام‌های سبز مدرن که از سیستم لایه‌های پیش‌ساخته تشکیل می‌شوند، به نسبت پدیده‌ای نو می‌باشند. این نوع بام‌ها در دهه ۱۹۶۰ در آلمان گسترش و به بسیاری از کشورهای اروپایی و آمریکایی نیز گسترش یافتند.
ریشه بام‌های سبز مدرن در ایسلند و اسکاندیناوی می‌باشد. دلایل شکل‌گیری بام‌های سبز (چمنی) در این مناطق که اقلیمی سرد دارند، محدودیت مصالح ساخت و ساز بوده‌است؛ به‌طوری‌که ساکنان را بر آن داشته برای ساخت‌وساز، تا حد امکان از مصالح بوم آورد آن مناطق که شامل کلوخ چمنی و سنگ بوده استفاده کنند. این بام‌ها به‌طور معمول شامل ترکیبی از دو تا سه لایه کلوخ چمنی بر روی لایه‌ای از شاخه‌ها و ترکه‌های کوتاه بوده‌اند که برای هدایت آب باران شیب‌دار گشته‌اند. این بام‌ها در عین اینکه بدوی بوده‌اند، ذخیره حرارتی و عایق ساختمان‌ها را فراهم کرده و الهام‌بخش بام‌های سبز امروز می‌باشند.

در قرن بیستم تعدادی بام منفرد مطرح شدند که اثرگذارترین آن‌ها فروشگاه دری اند تامز در لندن با پوشش بام شش هزار متر مربعی و کازینو پاشن در برن (سوئیس) است که در دهه ۱۹۳۰ کاشته شدند. 

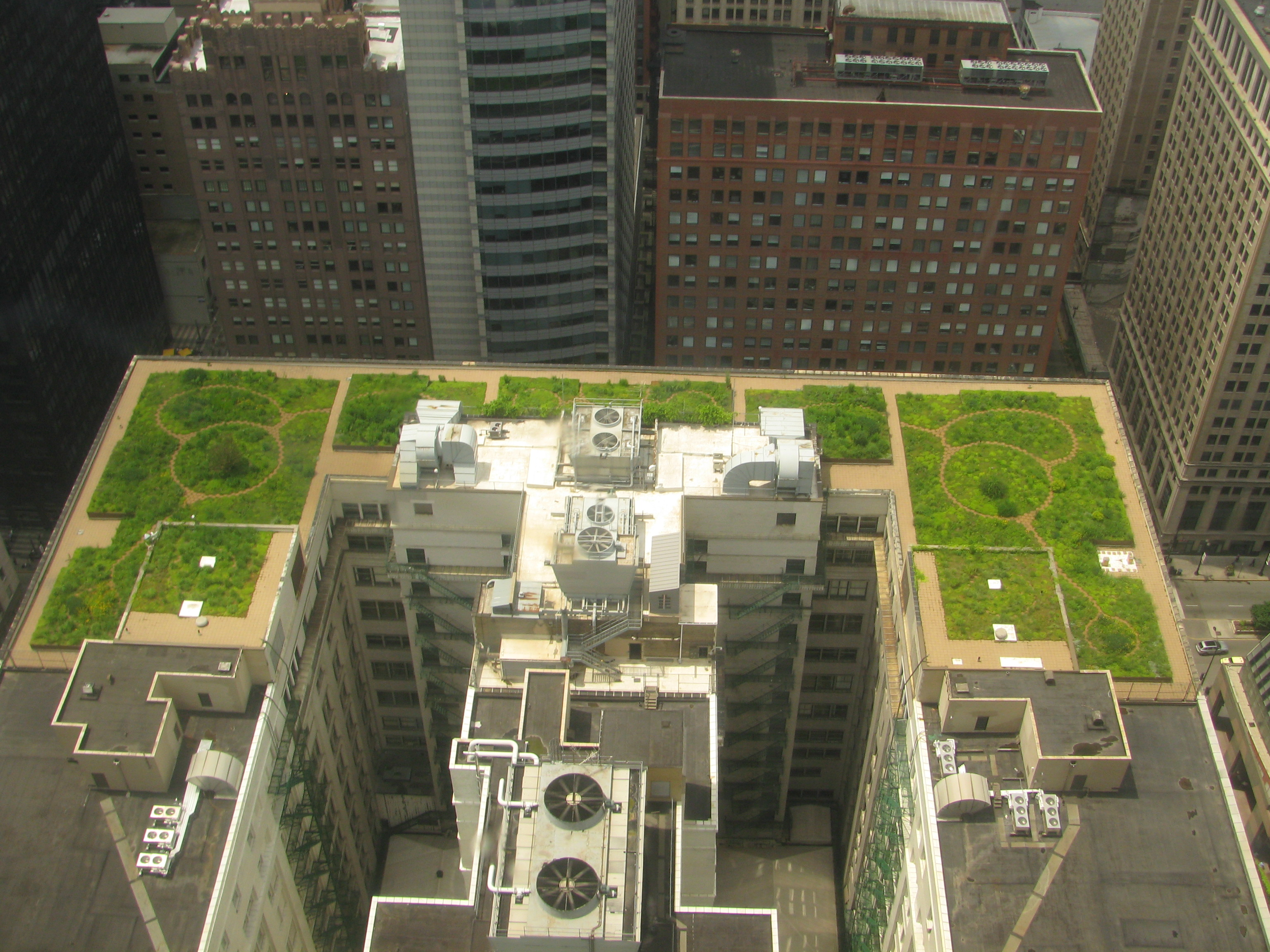
بام سبز سیتی هال در شیکاگو

## مزایای بام‌های سبز
- تأمین فضایی سازگار و مطبوع برای کاربران ساختمان
- بهبود مناظر اطراف ساختمان با فراهم کردن یک فضای سبز زیبا
- ایجاد محیطی سبز، زیبا و نیمه‌عمومی (مشاعی) برای ساکنین ساختمان و بالا بردن کیفیت زندگی
- ایجاد منظر شهری سبز و کاهش آلودگی
- کاهش بار گرمایش (با افزودن توده و لایه عایق حرارتی) و سرمایش بنا (از طریق سرمایش تبخیری)
- کاهش اثرات گرمایش و تغییرات آب و هوایی شهری
- افزایش محدوده زندگی
- کاهش سیلاب
- تصفیه هوا و کاهش CO2 هوا
- کاهش و تعدیل شدت صداهایی که تا 18 دسی‌بل وارد ساختمان می‌شود و به میزان 3 دسی‌بل یا بیشتر خارج می‌شود
- بهبود مناظر اطراف ساختمان با فراهم کردن یک فضای سبز زیبا
- بالا بردن طول عمر غشای بام (دو یا سه بار بیشتر) با محافظت از آن در برابر اشعه UV زیان آب و هوایی
- افزایش ارزش ملک
- کاهش هزینه نگهداری از سقف - کشت روی بام به شکل گسترده، نوعی پوشش محافظ را تداعی می‌کند، سطح کاشته شده خود محافظت و نگهداری می‌شود و به عبارت دیگر، نگهداری از بام به حداقل می‌رسد

## انواع بام سبز
باغ بام‌ها را بر اساس سیستم اجرایی به سه دسته اصلی تقسیم می‌کنند:
1. سیستم گسترده (extensive)
2. سیستم متمرکز (intensive)
3. سیستم مدولار یا جعبه گیاه (planter box)
4. سیستم ترکیبی (synthetic)

### سیستم گسترده
برای سیستم گسترده از واژه بام سبز (Green Roof) یا بام سبز استفاده می‌شود. این سیستم به نام مقطع کم‌ارتفاع یا اجرا با ضخامت کم نیز شناخته می‌شود. این نوع بام فقط شامل یک یا دو نوع گیاه و محیط کاشت کم‌عمق می‌باشد. معمولاً این سیستم برای زمانی‌که حداقل بار وزن مدنظر باشد، به کار گرفته می‌شود. به‌طور اخص، تنها پرسنل نگهداری و تعمیر به این نوع بام دسترسی دارند.
این نوع بام مثل چمن‌های نروژی، بر روی بام‌های مسطح و شیب‌دار احداث می‌شود. در این سیستم معمولاً گیاهان به عمق ۴۰ تا ۱۰۰ میلی‌متر استفاده می‌شوند. حدود بار نهایی بام تقریباً بین ۵۰ تا ۱۰۰ کیلوگرم بر مترمربع در حالت اشباع می‌باشند. در مورد بام‌های شیب‌دار در اغلب مکان‌ها ۱۰ تا ۲۰ درصد شیب توصیه می‌شود. در شیب حداکثر ۳۰ درصد نیاز به استفاده از زهوار و ابزارهای ضدفرسایش وجود دارد.

### سیستم متمرکز
برای سیستم متمرکز از واژه Roof Garden یا باغ بام استفاده می‌شود.
این سیستم به نام مقطع عمیق یا باغ بام نیز شناخته می‌شود. این نوع بام سبز شامل انواع مختلفی از گیاهان می‌باشد و مشابه یک پارک طراحی می‌شود. برخی از بام‌های سبز دارای درختان بزرگ و آب‌نماهایی می‌باشند که این موضوع خود احتیاج به تقویت اساسی سازه دارد. این سیستم اغلب نیازهای سازه‌ای جدیدی را برای بام الزامی می‌کند، به ویژه برای بام‌هایی که دسترسی عمومی نیز داشته باشد.

### سیستم مدولار یا جعبه گیاه
در این سیستم گیاه و محیط کاشت آن در جعبه‌های مخصوصی که تمام یا بیشتر بام سبز را می‌پوشاند، نگهداری می‌شود. در سیستم غیرمدولار محیط کاشت یک لایه پیوسته بر روی بام سبز می‌باشد. در سیستم مدولار این محیط ناپیوسته هست. این مدل از بام سبز برای پروژه‌های مسکونی و ساختمان‌های متعارف مناسب بوده و در حال حاضر در شهرهای مشهد و تهران بیشترین طرفدار را دارد.

### سیستم ترکیبی
این نوع بام ترکیبی از دو سیستم گسترده و متمرکز است و دارای فواید دو بام ذکر شده‌است، اما دارای ظرفیت بار بیشتری است. در عین حال سبز شدن در داخل پانل‌های گسترده سبک‌وزن، صورت می‌گیرد.

## طبقه‌بندی دیگر
یک شیوه دیگر طبقه‌بندی، تفکیک بام‌ها به مسطح و شیب‌دار است. بام‌های سبز شیب‌دار مشخصه برجسته بسیاری از ساختمان‌های اسکاندیناویایی هستند که نیازمند طراحی ساده‌تری در مقایسه با بام‌های تخت می‌باشند؛ زیرا شیب بام خطر نفوذ آب را از طریق سازه بام با استفاده از لایه‌های آب‌بندی و زه‌کشی کمتری نسبت به بام تخت، کاهش می‌دهد.

## اجزا بام سبز را می‌توان به ۵ دسته کلی تقسیم کرد
1. لایه پوشش گیاهی Plant Layer:از آنجایی که بام‌های سبز تا حد امکان سبک طراحی می‌شوند، اغلب شامل گیاهانی هستند که بتوانند در خاک کم عمق و با مراقبت و نگهداری کم رشد کنند.
2. محیط کشت Growing Medium: فضایی که گیاهان در آن شروع به رشد و نمو می‌کنند. محیط کشت به واسطه الزامات خاص سازه‌ای باید وزن کمی داشته باشد به همین دلیل نسبت به خاک معمولی تفاوت‌هایی دارد. در این حالت باید از محیطی برای کشت استفاده کرد که حتی الامکان سبک بوده و وزنش حدود ۹۰۰ کیلوگرم در هر متر مکعب در حالت مرطوب باشد. یک مخلوط معمولی مرکب از یک سوم ماسه، یک سوم سنگ‌های متخلخل و یک سوم گیاخاک مصنوعی (ترکیبی از چوب پوسیده و کود نباتی) محیطی مناسب را تشکیل می‌دهد.
3. لایه زهکش: لایه زهکش خود می‌تواند مجموعه پیچیده‌ای از لایه‌های دیگر به شرح زیر باشد:

- لایه صافی Filter Layer: در بین محیط کشت و لایه زهکش فیلتری قرار دارد که رطوبت را از محیط ریشه‌ها دور می‌کند و مانع از گندیدگی ریشه‌ها می‌شود. این فیلتر می‌تواند شامل یک بافت پارچه‌ای باشد. این فیلتر حتی می‌تواند لایه‌ای از شن و ماسه باشد..
- لایه مانع ریشه‌ها Root Barrier: لایه‌ای است که به خوبی از نفوذ ریشه‌ها و آسیب زدن آن‌ها به عایق کاری و غشاء سقف جلوگیری می‌کند.
- صفحه زهکش Drain Board: یک صفحه سه‌لایه است که لایه بالایی عمل فیلتر را انجام می‌دهد و آب اضافی را از قسمت ریشه‌ها دور می‌کند. این لایه همچنین به عنوان لایه محافظ ریشه‌ها عمل می‌کند. لایه وسطی که به شکل کاسه‌های مخروطی شکل است، آب اضافی را از ریشه‌ها دریافت کرده و در خود نگه می‌دارد. لایه پایینی یک فیلتر پارچه‌ای است که مانع از آسیب دیدن غشاء و عایق می‌شود.

۴. لایه محافظ: این لایه شامل پوشش‌هایی است که بام و سیستم عایق‌کاری را از نشت کردن و نفوذ آب حفاظت می‌کنند. این صفحه می‌تواند باریکه‌ای از بتن سبک، صفحه‌ای از عایق محکم، ورقه ضخیم پلاستیکی، ورق مسی، یا ترکیبی از اینها، بر حسب ویژگی‌های طراحی و کاربرد بام سبز باشد.

۵. ساختار سقف، غشاء بام یا لایه عایق‌کاری رطوبتی (Water Proofing): بام را از نشت کردن و چکه کردن محافظت می‌کنند. 

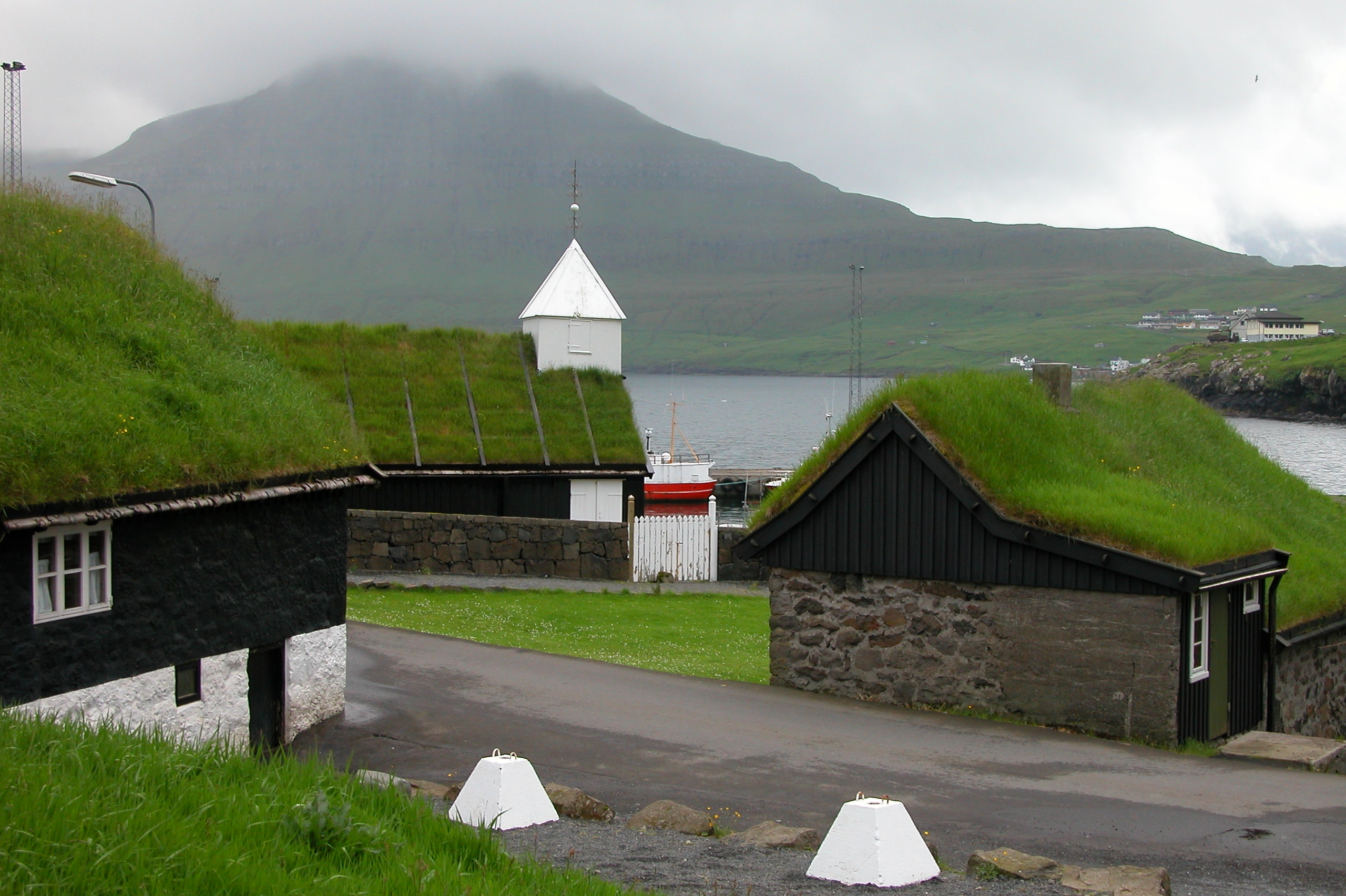
بام‌های سبز در جزایر فارو

## معماری سبز و توسعه پایدار
اکولوژی نقش مؤثر و مفیدی را در طراحی پارک ایفا می‌کند. در حقیقت Diagonal mar park نتیجه اولین توافق پایدار بخش خصوصی و دولتی در اسپانیا بین Hines و شهرداری بارسلون است. Hines گروهی را مأمور به تهیه گزارشی از پایداری محیط در انگلستان و کاتالان در اسپانیا کرد. این گزارش اهداف توسعه پایدار مانند تعادل انسانی و منابع طبیعی، احترام به سیستم‌های طبیعی مستقل، احترام به تنوع فرهنگی و زیستی، بالا بردن تساوی حقوق اجتماعی و توسعهٔ اقتصادی، تعادل بین نیازهای بلندمدت و کوتاه‌مدت و نگهداری از منابع طبیعی به منظور استفاده در طراحی پارک را بیان می‌کند. در حالی که کیفیت‌های معماری و زیبایی‌شناختی Diagonal mar park مورد منازعه قرار گرفته و با وجود کمی شک و تردید در استفاده از طبیعت و به جریان انداختن منابع طبیعی در این پارک، آمیختگی بین مصالح و تکنولوژی مدرن را می‌بینیم که پارک را به عنوان یک نمونه عالی از توسعه پایدار معرفی می‌کند.

## نگاهی به اصول معماری سبز
در سال‌های اخیر بیانیه‌ها و مقاله‌های متعددی در زمینه اصول معماری سبز توسط پژوهشگران مختلف در سراسر دنیا به رشته تحریر درآمده‌است. اغلب این بیانیه‌ها با اختلاف اندک موضوعاتی را در زمینه تشویق طراحان به حفاظت از انرژی و نیز درنظرگیری ویژگی‌های محلی مکان و کار با کاربران ساختمان و جوامع اطراف آن تثبیت نموده‌اند. معماران انگلیسی، برندا و روبرت ویل در کتاب خویش با عنوان «معماری سبز: طراحی برای آینده‌ای آگاه از انرژی» یکی از ساده‌ترین و صریح‌ترین چارچوب‌ها را برای معماری سبز مطرح نموده‌اند. آن‌ها این اصول را با استفاده از مثال‌های مختلف از طراحی ساختمان در اروپا انگلستان و آمریکا نشان داده‌اند. ایشان بر فراگیری از معماری بومی تأکید زیادی داشتند، معماری که در تجربه نسل‌های متمادی ساکن یک منطقه و اقلیم ویژه در آن نهفته‌است.

## ضرورت معماری پایدار
نقش بام‌ها و دیوارهای سبز در رسیدن به طراحی پایدار بام‌های سبز پایدار و سالم و ایجادکننده منظر بام هستند که یکی از عناصر طراحی پایدار در طراحی اکولوژی امروز می‌باشند. دیوارهای سبز (باغ‌های عمودی) نیز یکی از سیستم پوششی جاندار با فوایدی نظیر بام‌های سبز می‌باشند که در آن گونه‌های گیاهی مختلف روی سطح نمای ساختمان رشد می‌کنند. این دیوارها از پخش شدن گرد و خاک در هوا جلوگیری می‌نمایند و از ساختمان در برابر اشعه‌های فرا بنفش باران و فشار باد محافظت می‌کنند؛ بنابراین با بهره‌گیری از راهکارهایی چون بام‌ها و دیوارهای سبز می‌توان با طراحی در کنار طبیعت به جای مقابله با آن به پایداری هر چه بیشتر معماری و شهرسازی معاصر و رشد و توسعه با اطمینان در حفاظت از محیط زیست آسیب نمی‌رساند، بلکه با گونه مثبتی در اکوسیستم مشارکت می‌نماید و حتی ممکن است با درمان اثرات ناشی از منظرهای آسیب‌رسان کمک نماید. احداث بام‌ها و دیوارهای سبز اکنون در برنامه‌ریزی شهری بیشتر کشورهای جهان به صورت یک دستورالعمل اجرایی در ساختمان‌سازی در آمده‌است.

## معرفی بام و دیوار سبز
گرین روف یا به عبارتی بام سبز در فارسی به معنای ایجاد یک فضای سبز بر روی محیطی با ارتفاع بالاتر از سطح خاک زمین همچون پشت بام منازل یا حتی کف لاوی یا حیاط ساختمان که سقف پارکینگ را تشکیل می‌دهد، می‌باشد. به طوری که امکان کشت گیاه بر روی زمین طبیعی آن محیط وجود ندارد. به عبارت مهندسی، گرین روف یک سیستم سبک‌وزن طبیعی است که امکان رشد گیاهان را بر روی مناطقی همچون پشت بام فراهم می‌سازد. طراحی و اجرای باغچهٔ پشت بامی یا فضای سبز پشت بامی بستگی به سازهٔ به‌کاررفته در ساختمان، اقلیم آن منطقه و همچنین سلیقه مشتری، می‌تواند متفاوت باشد.
استفاده از پوشش گیاهی سبز در پشت بام یک اختراع جدید نیست. بام‌های چمنی یک تکنیک ساختمان‌سازی چمنی متعارف و سنتی در بسیاری از نقاط جهان است. تفاوت بین یک بام سبز جدید و یک با سبز سنتی مربوط به تفاوت اهداف و مواد به‌کاررفته در این دو نوع بام می‌باشد. هدف اصلی در گذشته استفاده از چمن به منظور عایق‌بندی و حذف لایه آب‌بندی بوده‌است که اغلب با پوست درختان غان صورت گرفته‌است. اما امروزه بام سبز با هدف سلامتی زیست‌محیطی اقتصادی و در رابطه با بهبود مدیریت اصلاح فاضلاب سطحی در شهر و توجه به مسائل زیبایی‌شناسی است. گرایش‌های اخیر به معماری سبز همچنین شامل تنوعی از (دیوارهای سبز دیوارهای اکسیژن‌ساز نماهای سبز) و نماهای دیگر در صنعت می‌باشند. امروز جنبش بام سبز دیوارهای سبز را نیز دربر گرفته‌است. اکنون معماران و طراحان امکان پوشاندن یک ساختمان را با گونه‌های مختلف گیاهان برای اهدافی چون زیبایی عملکرد و… دارند.

## طراحی بام و دیوار سبز
توجه به شرایط فیزیکی ساختمان و سایت هنگام احداث بام و دیوار سبز و طراحی آن از اهمیت زیادی برخوردار است. مشخصات فیزیکی بام و دیوار که در هنگام طراحی باید بدان توجه شود:
1. شیب بام: شیب ۱ تا ۳۰ درجه برای جلوگیری از فرسایش و رانش خاک مناسب است و موجب تثبیت خاک خواهد شد.
2. جهت: جبهه شمالی و جنوبی بام و دیوار شرایط نور و گرمایی متفاوتی دارند. همچنین اگر بخشی از بام یا دیوار در سایه درختان یا ساختمان‌های دیگر باشند. پوشش گیاهی به شکل متفاوتی رشد خواهد کرد.
3. باد: بام و دیوارهای سبز نسبت به بام‌ها و دیوارهای ساخته شده با مواد دیگر در معرض خطر کمتری نسبت به طوفان است. تجارب نشان داده که بعد از یک طوفان سخت در سوئد بام سبز تازه احداث خسارت کمتری نسبت به دیگر بام‌ها داشته‌است.
4. وزن: پیش از نصب بام و دیوار سبز باید در مورد میزان بار اضافی که سازه می‌تواند تحمل کند اطلاع یابید. یک لایه نازک بام سبز وزنی معادل ۵۰ کیلوگرم بر متر مربع زمانی که اشباع شده باشد دارد.

## مصالح سبز
1. از استفاده آن دسته از مواد شیمیایی که اُزن را از بین می‌برند در تجهیزات مکانیکی و عایق‌ها اجتناب کنید. از مصالح ساختمانی به دست آمده از محل استفاده کنید.
2. حمل و نقل دارای اهمیت است هم در انرژی مصرفی و هم در آلودگی عمومی.
3. از مصالح ساختمانی زائد یا فراورده‌هایی که از مواد برگشت‌پذیر به چرخه طبیعت به دست آمده‌اند، از قبیل عایق سلولز، هوموسوت، تخته چندلا، آجر فرش کف ساخته شده از شیشه زمینی و پلاستیک بازیافتی به شکل الوار و کف‌پوش استفاده کنید.
4. فراورده‌های چوبی معتبر را جستجو کنید. از الوار منحصراً ضمانت‌شده و به دست آمده از جنگل‌های کنترل‌شده استفاده کنید.
5. از موادی که با گاز خود آلوده‌کننده هستند اجتناب کنید: حلال پایه رنگ و روغن، چسب‌ها، قالی، براده چوب و بسیاری از دیگر مصالح و فراورده‌های ساختمانی، فرمالدئید و ترکیبات فرار ارگانیک VOC آزاد می‌کنند.

## تأسیسات سبز
- از چراغ‌های روشنایی و وسایل با کارایی بالا استفاده کنید. لامپ فلورسنت از نظر زیبایی شناختی پیشرفته‌است و ارزان‌تر از نور سفید. در صورت استفاده از انرژی معمول خورشیدی از دیگ‌های کوچک استفاده کنید.
- از تأسیسات آب کفا استفاده کنید. دستشویی‌های آب نگهدار، دوش‌های حمام و هوادهنده‌های شیر آب نه تنها مصرف آب را کاهش می‌دهند بلکه بار سیستم سپتیک یا عملکرد دستگاه فاضلاب را نیز کم می‌کنند. استقرار تجهیزات به‌طور متمرکز هزینه آب گرم را کاهش می‌دهد.

## کاربرد معماری سبز در زندگی شهری
معماری سبز را بیشتر با اصطلاح «معماری پایدار» می‌شناسیم؛ اصطلاحی کلان که به شرح تکنیک‌هایی در طراحی معماری می‌پردازد که همسو با نگرش‌های زیست‌محیطی بوده و با ایده احترام به طبیعت شکل گرفته‌است.
امروزه در پی پیامدهای منفی جهان صنعتی، نظیر آلودگی روزافزون هوا و محیط زیست، کاهش منابع طبیعی و بحران انرژی، حفظ و پاسداری از منابع طبیعی جهان به یکی از مهم‌ترین دغدغه‌های انسان عصر حاضر تبدیل شده‌است.
اما معماری سبز با جستجوی راهی برای به حداقل رساندن اثرات منفی ساختمان‌ها بر محیط زیست در حقیقت تلاشی است برای هم‌آوایی و همسویی با طبیعت از طریق افزایش کارایی و بهینه‌سازی در مصرف مصالح، انرژی و گسترش فضا با مهار انرژی خورشید و به‌کارگیری عناصر ساختمانی مقاوم در برابر حرارت همچون سایبان اضافی و سرمایش کف، این پروژه عظیم با احتیاط به قلمرو بیابان پا خواهد گذاشت. در زمین‌های پیرامون شهر که ۲۰ مایل با مرکز ابوظبی فاصله دارد، نیروگاه‌های فتوولتاییک و بادی، مراکز تحقیقی و مزارعی قرار می‌گیرند که سوخت کارخانه‌های شهر را فراهم می‌کنند. این مزارع به کاهش ضایعات هم کمک می‌کنند زیرا با جذب کربن، گازهای حاصل از کارخانجات را متعادل کرده و با پساب تصفیه خانه‌های آب شهر آبیاری خواهند شد.

## ویژگی‌های بام سبز شهری
توسعه فضای سبز بام‌ها باید بر اساس نگرش صحیح به نیازهای زیست‌محیطی و اجتماعی شهر و نیز امکانات و قابلیت‌های شهری صورت بگیرد و هر چند این فضاها جزئی فضاهای خصوصی و نیمه خصوصی به حساب می‌آیند ولی در بازدهی اکولوژیکی فضای سبز نقش مؤثری دارند. آنچه در اینجا مورد نظر است شناخت گونه‌های گیاهان بومی سازگار با شرایط اقلیمی میزان آب و خاک مورد نیاز و چگونگی ایجاد بستری مناسب برای رویش گیاهان در پشت بام خانه هاست. در این تکنیک گیاهان شناسایی شده و مناسب در بستر ویژه با ترکیبی از مواد معدنی و آلی کاشته می‌شود؛ و مهم‌ترین بخش بام سبز، نگهداری آن است که گیاهان کاشته شده‌ای که متناسب با شرایط محیطی کاشته شده‌است بموقع رسیدگی شود، آبیاری اتوماتیک و به اندازه لزوم هر گیاه با دبی مشخص انجام شود و نیز کود دهی و غیره …
و جهت زیبایی و داشتن محیطی آرام بخش، با طراحی و اجرای تخصصی افراد حرفه‌ای و نیز اجرای سیستم‌های نورپردازی به زیبایی و قابل استفاده بودن آن بیفزاییم

## فواید بام سبز
بام‌های سبز می‌توانند پاسخ گوی بخشی ز نیاز همیشگی انسان به صورت نوین باشند. این فضاهای باز مسکونی به نوعی تبلور ماهیت زندگی جمعی هستند. این فضاها ضمن فراهم آوردن موقعیت‌هایی برای رشد خلاقیت زمینه معاشرت تعامل و تقابل اجتماعی و کاربردهایی همچون ایجاد آرامش ارتباط سرگرمی در کاهش آلودگی و بهبود محیط زندگی بسیار مؤثرند. در نهایت می‌توان گفت که ایجاد و گسترش فضاهای سبز بر روی پشت بام خانه‌ها در شهرها دارای مزایای زیر می‌باشد:
1. آرام بخشی گیاهان به انسان و به‌سبب آن کاهش تنش‌های روانی جامعه_تحقیقات روان شناسان در مورد تأثیر گل و گیاه بر رفتار انسان نشان می‌دهد که ارتباط از طبیعت و لذت بردن از مناظر زیبای آن راهی ساده اما مهم جهت کسب آرامش و تلطیف روح و روان انسان است و توسعه فراوان آن در مجتمع‌های زیستی جمعی می‌تواند در کاهش بروز خشونت، افسردگی، خودکشی و… مفید باشد.
2. ایجاد فضاهایی جهت استراحت و رفع خستگی انسان‌ها خصوصاً افراد مسن.
3. تعدیل تغییرات آب و هوایی فضای سبز شرایط زیست‌بوم را تغییر داده و تغییرات آب و هوایی را تعدیل می‌کند.
4. کاهش هزینه نگهداری از سقف کشت روی بام و شکل گسترده نوعی پوشش محافظ را تداعی می‌کند سطح کاشته شده خود محافظت و نگهداری می‌شود و به عبارت دیگر نگهداری از بام به حداقل می‌رسد.
5. فراهم آوردن زیستگاهی برای حیات وحش
6. کمک به زیبایی منظره شهر و محیط اطراف واحد مسکونی و فراهم آوردن فضاهای تفریحی شاد و سالم بازی بچه‌ها و ورزش کردن بزرگسالان.
7. افزایش طول عمر بام از طریق حفاظت ساختمان در برابر عوامل مخرب طبیعی یا مصنوعی_به عنوان مثال از تشعشعات ما ورای بنفش تغییرات شدید درجه حرارت و آتش‌سوزی در اثر لایه‌های عایق بندی چمن و خاک جلوگیری شود.
8. کاهش اثر جزایر حرارتی شهری _تبدیل بام خانه‌ها به فضای سبز تبادل هوا بین مناطق با تراکم ساختمانی زیاد و فضاهای آزاد بین حومه آنان را بهبود بخشیده و با تنظیم دمای هوای مرکز شهر می‌شود. تراکم باعث بالا رفتن درجه هوا و گرم شدن هوا در مرکز شهرهاست. درجه حرارت هوا در مرکز شهر ۲تا ۳درجه گرمتر از حومه شهرها می‌باشد.
9. بهبود سیستم زه کشی شهر و تعادل آب در خارج از شهر
10. عایق بندی در مقابل صدا و پتانسیل ذخیره گرما و بالطبع آن کاهش مصرف انرژی.

## دلایل خنک بودن بام سبز
- تبخیر و تعرق صورت گرفته در سطوح برگ‌ها در گیاهان باعث خنکی محیط می‌شود.
- تابش جذب شده به وسیله سطح زیاد برگ‌ها به محیط اطراف منتشر می‌شود.
- به دلیل کم بودن جرم گیاهان انرژی گرمایی کمتری در سطوح برگ گیاهان ذخیره می‌شود.[۱۹]

## انواع بام‌های سبز
بام‌های سبز می‌توانند در انواع "متمرکز و فشرده"، "نیمه متمرکز " و "گسترده یا وسیع" بسته به عمق متوسط کشت و میزان تأسیسات مورد نیاز طبقه‌بندی شوند. بام‌های سنتی سبز که نیازمند عمق متعارفی از خاک برای رشد گیاهان حجیم و چمن معمولی می‌باشند، به عنوان بام‌های سبز متمرکز مطرحند. این نوع بام‌ها نیازمند آبیاری، کوددهی و سایر مراقبتها می‌باشند. در مقابل، بام‌های سبز وسیع یا گسترده، به عنوان سیستم‌های خودنگهدار در نظر گرفته شده و به حداقل تأسیسات نگهداری، شاید تنها یکبار در سال هرس یا کوددهی برای افزایش رشد گیاهان، نیاز دارند. این نوع از بام‌های سبز می‌توانند در لایه بسیار نازکی از «خاک» (اغلب از کودهای آلی با فرمول ویژه استفاده می‌شود)، قرار گیرند.
بدین ترتیب بام‌های متمرکز، محیط کشت ژرف و عمیقی دارند و در دسترس هستند (می‌توانند به عنوان یک فضای باز در نظر گرفته شوند). مثالی از یک بام سبز متمرکز، بام مرکز Manulife است که در بالای یک پارکینگ قرار گرفته‌است. بام سبز ۲۵ ساله‌ای که در جای مناسبی با درختان بالغ و تنومندش، مستقر شده‌است. سیستم متمرکز Intensive این سیستم به نام مقطع عمیق یا باغ بام نیز شناخته می‌شود. این بام سبز شامل انواع مختلفی از گیاهان می‌باشد و مشابه یک پارک طراحی می‌شود بام‌های سبز دارای درختان بزرگ و آبنماهایی می‌باشند که این موضوع خود احتیاج به تقویت اساسی سازه دارد. این سیستم اغلب نیازهای سازه‌ای جدیدی را برای بام الزامی می‌کند، به ویژه برای بام‌هایی که دسترسی عمومی نیز داشته باشد.
سیستم متمرکز واژه Roof Garden یا باغ بام استفاده می‌شود.
سیستم مدولار یا جعبه گیاه Planter Box در این سیستم گیاه و محیط کاشت در جعبه‌های مخصوصی که تمام یا بیشتر بام سبز را می‌پوشاند نگهداری می‌شود. در سیستم غیر مدولار محیط کاشت یک لایه پیوسته بر روی بام سبز می‌باشد. بام سبز گسترده، محیط کشت سطحی و کم عمقی دارد و معمولاً قسمتی از یک سیستم بامی و قسمتی از ساختار ساختمان سبز می‌باشد. یک بام سبز گسترده به‌طور کلی در دسترس و مورد استفاده کارکردی نیست. بام شرکتMountain Equipment نمونه‌ای از یک بام سبز گسترده می‌باشد که در سال ۱۹۹۸ ساخته شده‌است.
طبقه‌بندی دیگر در خصوص بام‌های مسطح و شیبدار است. بام‌های سبز شیبدار، مشخصه برجسته بسیاری از ساختمان‌های اسکاندیناویایی هستند که نیازمند طراحی ساده‌تری در قیاس با بام‌های تخت می‌باشند. چرا که شیب بام کاهش خطر نفوذ آب از طریق سازه بام را با استفاده از لایه‌های آب‌بندی و زه کشی کمتری نسبت به بام تخت موجب می‌گردد.

### فواید محیطی
- اصلاح کیفیت هوا و در نتیجه کاهش آلودگی‌های کربنی
- حفاظت از فاضلاب
- عایق صوتی
- کاهش اثرات جزایر گرمایی شهرها
- جلوگیری از حرکت ذرات گرد و غبار در هوا و تصفیه هوا
- فواید اقتصادی
- حفاظت از پوسته ساختمان و افزایش طول عمر آن
- کاهش مصرف انرژی و ذخیره بیشتر آن
- ترکیب با انرژی خورشیدی
- تولید غذا
- فواید زیبائی شناسانه
- آرامش بصری
- ترکیب با محیط طبیعی اطراف
- تنوع در طراحی
- کاهش گرما
- کاهش سربار خنک کردن ساختمان بین ۵۰ تا ۹۰ درصد
- فیلتر کردن آلودگی‌های هوا و کربن دی‌اکسید که به کاهش بیماری‌های تنفسی مانند آسم کمک می‌کند.
- فیلتر کردن آلودگی‌ها و فلزهای سنگین از آب باران
- کمک کردن به عایق کردن ساختمان در برابر آلودگی صوتی
- ایجاد زیست‌گاه طبیعی
- کاهش اثر پدیده گرمای شهری جزیره
- کاهش متوسط دمای محیط‌های شهری در فصل گرما
- جدا از خواص بسیار خوب گیاهان می‌توان به تزئین بام‌ها و زیبا نمودن محیط با پوشش گیاهی اشاره نمود.

## معایب بام‌های سبز
برخی پیامدهای منفی استفاده از بام‌های سبز به شرح زیر است:
نیاز به تقویت سازه بام‌های موجود برای استقرار بام سبز و وجود این حقیقت که اغلب این بام‌ها برای حضور انسان طراحی نمی‌شوند. اما با طراحی و اجرای سیستم‌های جایگزین این عیب نیز قابل رفع می‌باشد بام‌های سبز همچنین نیازمند معیارهای سازه‌ای قابل قبول می‌باشند. بسیاری از بام‌های موجود، به دلیل بار وزن ملزومات خاک و گیاهان برای دارابودن بام سبز مناسب نیستند. (در این بین یک دال بتنی در تبدیل به بام سبز بسیار کاراتر از دال‌های چوبی یا فلزی است)
لازم است ذکر شود که گیاهانی که دارای ریشه‌های عمیق بوده ممکن است به سیستم عایق آب سقف ضرر رسانده و به دلایل سخت بودن تعمیرات مشکلاتی را ایجاد نمایند لذا در انتخاب پوشش گیاهی این‌گونه باغ‌ها باید دقت شود و با افراد خبره مشورت به عمل آید.
البته در اجرای بام سبز می‌توان از لایه‌هایی استفاده کرد که جلوی نفوذ ریشه و ترشحات اسیدی را به سقف بگیرد.
از دیگر معایب این گونه سقف‌ها از لحاظ سازه‌ای می‌توان به افزایش بار سقف اشاره نمود البته این مورد به دیتیل اجرایی سقف و نوع پوشش گیاهی آن بستگی دارد.
البته می‌توان تا حد ممکن وزن را کاهش داد. باید توجه داشت در بام سبز هرگز نباید از خاک معمولی استفاده کنیم. در واقع بام سبز خاک مخصوص به خود را دارد که هم وزن بسیار کمتری دارد، هم برای گیاه مواد مغذی بیشتری دارد.
یکی از دیگر معایب بام‌های سبز هزینه اجرایی اولیه آن می‌باشد که بیشتر از سقف‌های معمولی می‌باشد البته لازم است ذکر شود که با توجه به مزایای یادشده این هزینه در دراز مدّت جبران شده و ناچیز می‌باشد.

## اجرای بام سبز
بام سبز باعث ایجاد رطوبت می‌شود که اگر زیرسازی سقف و کف سازی بام سبز مناسب نباشد، ممکن است که آسیب‌های جدی به ساختمان وارد کند که هزینه قابل توجهی از اجرا مربوط به لایه‌های عایق و محافظ است. در روش پرتابل-مدولار زیر سازی شامل ایزوگام، یک لایه ملات ماسه و سیمان یا موزائیک است. در همین مدت نیز تا دو روز می‌بایست تست آب انجام گیرد. همچنین آب ساختمان و فشار آن برای رسیدن به طبقات بالاتر باید مورد بررسی قرار گیرد تا ظرفیت لازم برای این کار را داشته باشد. چرا که استفاده از تانکر یا محفظه‌های نگهدارنده آب به علت سنگینی اصلاً مناسب نبوده و بهتر است از آبیاری قطره ای و آبیاری اتوماتیک استفاده شود. نکته مهم دیگر این است که آیا نور خورشید به صورت مناسب به گیاهان بام سبز برخورد می‌کند یا خیر که اگر سایه توسط ساختمان‌های مجاور ایجاد شده باشد باید در انتخاب پوشش گیاهی دقت کرد. از سوی دیگر ممکن است که پشت بام میزان گرمای زیادی را جذب کند یا اینکه نور خورشید مستقیماً به آن بتابد که در این شرایط باید تمهیداتی جهت سایبان، آلاچیق، پرگولا و … اندیشید. سیستم برق و کلید و پریزهایی که دسترسی برای سیستم روشنایی و برق رسانی را دارد از اهمیت ویژه‌ای برخورد است. همچنین باید در بام سبز، امکانی جهت انبارداری خرده‌ریزها و وسایل باغبانی در نظر گرفت. حمل کردن مصالح ساختمانی و تجهیزات بام سبز و بام سبز از پله‌ها، درهای ساختمان، آسانسور و راهروها نیازمند هماهنگی اولیه با مدیر ساختمان بوده و باید قبل از اجرا این مورد را مد نظر داشت تا از جرثقیل، بالابر و سایر امکانات جهت انتقال آنها استفاده کرد. در هنگام نصب فلاور باکس‌ها باید دقت کرد که گلدان‌ها از لبه‌های بیرونی ساختمان آویزان نباشد و همچنین تجهیزاتی مانند آلاچیق، پرگولا، سایه بان، سرپناه و … به شکل ایمنی در جایشان محکم شوند تا در برابر وزش باد شدید، بام سبز آسیب نبیند و ایمنی افراد را تأمین کند.

### سودهای مالی
- افزایش چشمگیر طول عمر بام
- افزایش ارزش ملکی
- فرد می‌تواند با پرورش انواع گیاهان خوراکی (مانند بوته‌های گوجه فرنگی) منبع درآمدی را از حاصل برداشت آن کسب نماید.

## معماری سنتی ایران
باغچه‌ها و درختان هماهنگ با اقلیم در هر منطقه در ایجاد آسایش بسیار مؤثر بوده‌است. به‌طور مثال در مناطق کویری درختان در کنار تأمین سایه و ایجاد زیبایی فقر رطوبت محیط را جبران می‌کند. این سطح سبز با جذب پرتوهای تابشی خورشید مانع انعکاس دوباره پرتوها و افزایش ناخواسته گرما می‌گردند و نیز گرد و غبار اطراف ساختمان را کاهش می‌دهند. خانه بروجردیها فضای سبز در این بنا به صورت سطوحی گسترده می‌باشند که در حیاط مرکزی قرار دارد. این سطوح سبز علاوه بر ایجاد زیبائی بصری موجب افزایش رطوبت و جذب پرتوهای خورشیدی شده و گرمای باد کویری را به واسطه تبخیر گرفته و در خنک شدن هوا نقش مؤثری را ایفا می‌کند.

## گیاهان مناسب بام سبز
باید در انتخاب گیاه به خصوصیات آن‌ها توجه کرد و گیاهی را برگزید که در محیط بام ماندگاری بیشتری داشته باشند؛ بنابراین میزان تحمل گیاه در مقابل گرما و نور مستقیم خورشید، رشد ریشه و همچنین میزان پایداری آن در مقابل وزش بادهای شدید از جمله خصوصیاتی است که باید در زمان طراحی و تهیه گیاه به آن توجه شود.
بام سبز قرار است آسایش ساکنین ساختمان را تأمین کند، پس زمانی که تصمیم به ساخت آن دارید باید مسئولیت‌پذیر باشید.
گیاهان به مراقبت و توجه همیشگی نیاز دارند تا زیبایی و شادابی محیط همواره فراهم شود و این کار نیاز به زمان دارد اگر این زمان فراهم نباشد یا بعد از مدتی نگه‌داری از گیاهان یک دغدغه و فشار روانی ایجاد کند بهتر آن است که برای ساخت آن تجدید نظر شود یا در صورت امکان فضای سبز محدود تر ایجاد شود.

## مزایای بام سبز
- عالی برای فضاهای محدود: یکی از مزیت‌های اصلی این است که به افراد اجازه می‌دهد تا برخی از گیاهان بیرون از خانه را در خانه نگهداری کنند. یک انتخاب مناسب برای کسانی است که در آپارتمان زندگی می‌کنند و شهر نشین هستند.
- شانس بیشتری برای نور خورشید: گرین روف نسبت به باغ‌های روی زمین یا گیاهان آپارتمانی آفتاب بسیار بیشتری دریافت می‌کنند، این نور خورشید یک منبع تغذیه کامل برای گیاهان است و موجب طراوت و شادابی آن‌ها می‌شود.
- مقاوم در برابر آفات: بسیاری از باغ‌های روی زمین هدف علف‌های هرز و حیات وحش محلی مانند آهو و خرگوش قرار می‌گیرند. گرین روف گیاهان را دور از دسترس حیوانات و بسیاری از علف‌های هرز نگهداری می‌کند، چرا که آفات می‌‌توانند بر رشد گیاهان تأثیر بگذارند.
- جذابیت بصری: بام سبز یک راه بسیار خوبی برای افزودن جذابیت بصری به فضای پشت بام است و می‌تواند یک منطقه مسطح را به فضای دلپذیرتر با فضای سبز برای استراحت یا سرگرمی تبدیل کند. همچنین می‌توانید برای زیبایی بیشتر از باربیکیو، آلاچیق یا صندلی‌های تزئینی استفاده کنید.

## معایب گرین روف
- مشکلات آب: بزرگ‌ترین نقطه ضعف باغبانی در بام سبز ایجاد یک سیستم آبیاری پایدار است و نسبت به سایر باغچه‌ها تشنگی بیشتری دارند (به دلیل آفتاب و باد زیاد) و آبیاری آن‌ها نسبت به باغ‌های دیگر بسیار دشوارتر است. از مهم‌ترین دلایل آن می‌توان به دور بودن لوله‌ها و خطوط آب و راه‌اندازی سیستم‌های آبیاری قطره‌ای اشاره کرد.
- شرایط آب و هوایی نامطلوب: نسبت به باغ‌های دیگر با شرایط آب و هوایی نامساعدتری مواجه است، بادهای شدید و دمای گرم از مهم‌ترین و رایج‌ترین دلایل شرایط آب و هوای نامطلوب است.
- محدود به ظروف: تنوع گیاه به دلیل اختلاف سطحی که با زمین دارد بسیار کم است. برای کاهش هزینه‌ها بهتر است از باغچه‌های کانتینری استفاده کنید که هزینه بیشتری نسبت به کاشت مستقیم در زمین دارد.
- محدودیت وزن: کف بام سبز فقط می‌تواند وزن مشخصی را تحمل کند. به همین دلیل در زمان ساخت آن باید به وزن آن و خاک و مخزن آب را توجه کنید.

## نمونه موردی مجتمع تجاری با بام سبز

### بررسی مجتمع تجاری Hangzhou Duolan
پروژه: Hangzhou Duolan Commercial Complex
معماران: BAU Brearley Architects + Urbanists
موقعیت: Xiasha, Jianggan, Hangzhou, Zhejiang, China
مساحت: ترکیبی از ۱۷۰۰۰ متر مربع فروشگاه، ۱۷۵۰۰ متر مربع آپارتمان، سینما، سوپر مارکت، پارکینگ
سال پروژه: ۲۰۱۲
این پروژه در هانگژو یکی از شهرهای تاریخی بزرگ چین واقع شده‌است. و از پر جمعیت‌ترین شهرهای چین است.
این منطقه به عنوان شهرنشینی معاصر چینی، شناخته می‌شود: جمعیت زیاد، سرعت زیاد و مهندسی خوب.
تئوری‌های ساختمانی در این منطقه، برج‌ها و بلوک‌های بتنی می‌باشند
مرکز تجاری هانگژو دولان، به عنوان ترکیبی از واحدهای تجاری، واحدهای مسکونی، مکان‌های عمومی، پارک‌های عمومی و فضاهای تفریحی، طراحی گردید.
این مجتمع تجاری شامل بام سبز برای طبیعت از معماری پایدار می‌باشد و در همه طبقات امکان دسترسی آسان به بام سبز وجود دارد. و با توجه به چشم‌اندازی که دارد، جمعیت زیادی را به خود جذب می‌کند.
بام سبز در این مرکز تجاری به صورت شیب دار طراحی شده‌است.

### مرکز تجاری شانگهای با معماری سبز
پروژه: Shanghai Greenland Center
معماران: Nikken Sekkei
موقعیت: Shanghai Shi, China
مساحت: ۳۰۴۹۱۰ متر مربع
سال پروژه: ۲۰۱۷
مجتمع تجاری شانگهای یک حیاط طبیعی است که با یک مرکز تجاری در شهر ادغام شده و ترکیبی از مجتمع تجاری با رویکرد معماری سبز به وجود آمده‌است.
وجود فضای سبز در چنین مجتمعی، فضای خشک و بی‌روح را گرفته و چشم‌اندازی زیبا را به نمایش گذاشته‌است.
این مجتمع که بالای یکی از ایستگاه‌های مترو شانگهای طراحی شده و دو بعد اقتصادی و حمل و نقل را به شیوه ای نوین به هم متصل کرده‌است.
این مجتمع در زمینی به مساحت ۲۰۰۰۰ متر مربع بنا شده‌است.
طراحی در این پروژه به این صورت می‌باشد که ارتباط بین، بام، مترو و خیابان برقرار باشد و دسترسی در طبقات مختلف ارتفاعی آسانتر باشد.
در طراحی این مجموعه از شیوه ای استفاده شده که منجر به ایجاد سطوح شیب دار شده و این مجتمع حالتی سه بعدی به خود گرفته‌است.
این ویژگی باعث شده‌است که مجموعه از حالت یکنواختی خارج شده و شکل هندسی خاص و با برجستگی‌هایی در سطح و ارتفاع همراه باشد.

### کاربری‌های مجتمع
این مرکز تجاری شامل کاربری‌هایی از جمله فروشگاه‌های تجاری، بخش‌های اداری، و محل مسکونی است که به خوبی نزدیک به فضای حمل و نقل عمومی بوده و ارتباط بین حمل و نقل و شبکه‌های اقتصادی به خوبی برقرار می‌باشد.
این مجموعه به عنوان یکی از جاذبه‌های تفریحی و توریستی نیز شناخته می‌شود.